# Rio Calva
O Rio Calva é um rio da Romênia, afluente do Vişa, localizado no distrito de Sibiu.